# Ceratocryptus apicimaculatus
Ceratocryptus apicimaculatus är en stekelart som först beskrevs av Cameron 1905.  Ceratocryptus apicimaculatus ingår i släktet Ceratocryptus och familjen brokparasitsteklar. Inga underarter finns listade i Catalogue of Life.